# Balquhidder Station

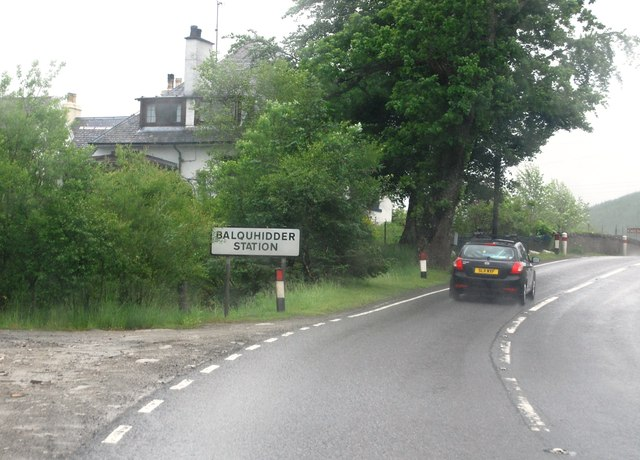
Zufahrt von Süden

Balquhidder Station ist eine kleine Siedlung, die nordwestlich von Stirling in der gleichnamigen Region im Norden von Schottland liegt.

## Geographie
Balquhidder Station liegt in einer wenig besiedelten Gegend in einem Tal, das das des Loch Earns im Nordosten mit dem des Balvags im Südwesten verbindet. Ortschaften in der Nähe sind Lochearnhead im Nordosten sowie Kingshouse und Auchtubh im Südwesten.

## Historisches
Entwickelt hat sich die Siedlung, nachdem 1870 knapp vier Kilometer östlich von Balquhidder ein Bahnhof der Callander and Oban Railway entstanden war. Der Bahnhof wurde in den 1960er Jahren infolge der Beeching-Axt geschlossen. Heute finden sich hier unter anderem ein Freizeitpark sowie ein Campingplatz.